# Cornelio Hilado
Cornelio Hilado (Iloilo City, 14 september 1837 – 5 december 1919) was een Filipijns landeigenaar en een schrijver de Filipijnse lokale taal Hiligaynon.

## Biografie
Cornelio Hilado werd geboren op 14 september 1837 in Leganes in Jaro, inmiddels een wijk in de Iloilo City. Hij was het oudste kind van Julian Hilado en Eustaquia Juanesa. Zijn vader was landeigenaar en op enig moment gobernadocillo (burgemeester) van hun woonplaats. Later trok de familie naar Negros Occidental waar zijn vader in Silay Hacienda Bagatay begon. Hilado behaalde in 1858 een Bachelor-diploma aan de University of Santo Tomas. Hilado nam zijn vaders Hacienda na diens dood over en bezat uiteindelijk landerijen (haciendas) op drie locaties: 100 hectare in Bias, 80 hectare in Samuyao en 100 hectare in Mansiguinon.
Hilado werd tevens bekend als schrijver. In 1878 bracht hij het drama Ang Babai nga Huaran (De model vrouw) uit, geschreven in het Hiligaynon. Dit toneelstuk was populair in het laatste kwart van de 19e eeuw en werd veel opgevoerd op de eilanden Panay en Negros. Een ander werk van zijn hand was Ang Pagtudlo sang Isa ka Amay. In dit boek beschreef hij zijn morele opvattingen. Daarnaast schreef hij ook Ang Paghigugma sa Isigcatauo en rond 1894/1895 kwam Ang Gabayan sang Macasasala uit.
Cornelio Hilado overleed in 1919 op 82-jarige leeftijd. Hilado trouwde drie keer. Met zijn eerste vrouw was Magdalena Ledesma kreeg hij negen kinderen. Met zijn tweede vrouw Margarita Cañero kreeg hij twee kinderen en met zijn derde vrouw Sinforosa Jara kreeg hij  nog eens zeven kinderen. 